# قطعنامه ۱۱۲۷ شورای امنیت
قطعنامه ۱۱۲۷ شورای امنیت سازمان ملل متحد که در تاریخ ۲۸ اوت ۱۹۹۷ تصویب شد، سندی بین‌المللی دربارهٔ بررسی وضعیت در آنگولا است. این قطعنامه طی نشست ۳۸۱۴ام با ۱۵ رای موافق، ۰ مخالف و ۰ ممتنع تصویب شد.